# Кристиан Шлезвиг-Гольштейнский
Принц Фредерик Кристиан Карл Август Шлезвиг-Гольштейнский (22 января 1831, Августенборгский дворец, Южная Дания — 28 октября 1917, Лондон) — принц Шлезвиг-Гольштейнский, член Британской королевской семьи, муж Елены, третьей дочери королевы Виктории и Альберта Саксен-Кобург-Готского.

## Биография
Принц Кристиан родился в Августенборге и был вторым сыном герцога Кристиана Августа Августенбургского и его супруги графини Луизы Софии фон Данескьолд-Самсоэ. Его отец принадлежал к Августенбургскому дому, второй по старшинству линии Ольденбургов. Мать принадлежала к дворянской семье, происходившей от внебрачного сына Христиана V. Родители принца надеялись, что один из сыновей когда-нибудь займёт датский престол. Однако королём стал их родственник принц Глюксбургский.
Кристиан окончил Боннский университет, где познакомился с кронпринцем Прусским Фридрихом (будущим императором Фридрихом III).

## Брак
В 1865 году в Кобурге принц встретился с английской принцессой Еленой, третьей дочерью королевы Великобритании Виктории и принца-консорта Альберта Саксен-Кобург-Готского. Королева дала согласие на брак, но при условии, что пара останется жить в Великобритании, а принц станет подданным королевы. Они поженилась в частной часовне Букингемского дворца 5 июля 1866 года. Королева дала ему титул Его Королевское Высочество.
Принц и принцесса стали проживать в Фрогмор-хаусе. У них родилось пятеро детей:
- Кристиан Виктор Альберт Людвиг Эрнст Антон (14 апреля 1867 — 29 октября 1900) — был любимым сыном Елены. Женат не был, детей не имел. Умер от малярии во время Англо-бурской войны[4].
- Альберт Иоганн Карл Фридрих Альфред Георг (26 февраля 1869 — 27 апреля 1931) — титулярный герцог Шлезвиг-Гольштейнский. Женат не был, однако имел незаконнорождённую дочь Валерию Марию.
- Виктория Луиза София Августа Амелия Елена (Елена Виктория) (3 мая 1870 — 13 марта 1948) — замужем не была, детей не имела. Одним из последних публичный появлений принцессы состоялось во время торжеств по случаю бракосочетания принцессы Елизаветы (будущей королевы Елизаветы II) и принца Филиппа.
- Франциска Йозефа Луиза Августа Мария Кристина Елена (Мария Луиза) (12 августа 1872 — 8 декабря 1956) — была замужем за Арибертом Ангальтским, четвёртым сыном герцога Ангальтского Фридриха I и Антуанетты Саксен-Альтенбургской. Бездетный брак был расторгнут в 1900 году[5].
- Фридрих Кристиан Август Леопольд Эдуард Харальд (12—20 мая 1876)[5]
- Мертворождённый сын (7 мая 1877)

Принц Кристиан и принцесса Елена в 1916 году отметили золотой юбилей свадьбы, но принц умер на следующий год. Его супруга скончалась в 1923 году. Оба похоронены на Королевском кладбище Фрогмор.

## Титулы
- Его Светлость Принц Кристиан Шлезвиг-Гольштейнский (1831—1866)
- Его Королевское Высочество Принц Кристиан Шлезвиг-Гольштейнский (1866—1917)
- Её Королевское Высочество Принц Кристиан (1917)